# 9087 Neff
9087 Neff este un asteroid din centura principală de asteroizi.

## Descriere
9087 Neff este un asteroid din centura principală de asteroizi. A fost descoperit pe 29 septembrie 1995 la Observatorul Kleť par l'Observatorul Kleť. Asteroidul prezintă o orbită caracterizată de o semiaxă mare de 2,28 ua, o excentricitate de 0,17 și o înclinație de 4,7° în raport cu ecliptica.